# 육상 경기 기록 추이 색인
육상 경기 기록 추이 색인 문서에서는 특정 육상 종목에서 인정된 최고 기록의 추이를 정리한 문서를 나열한다.

## 세계 기록
| 달리기 - 50m 달리기 (남자/여자) - 60m 달리기 (남자/여자) - 100m 달리기 (남자/여자) - 200m 달리기 (남자/여자) - 400m 달리기 (남자/여자) - 800m 달리기 (남자/여자) - 1000m 달리기 (남자/여자) - 1500m 달리기 (남자/여자) - 2000m 달리기 (남자/여자) - 1마일 달리기 (남자/여자) - 3000m 달리기 (남자/여자) - 2마일 달리기 (남자/여자) - 5000m 달리기 (남자/여자) - 10000m 달리기 (남자/여자) - 20000m 달리기 (남자/여자) - 한시간 달리기 (남자/여자) 허들 경주 - 50m 허들 (남자/여자) - 60m 허들 (남자/여자) - 80m 허들 (-/여자) - 100m 허들 (-/여자) - 110m 허들 (남자/-) - 400m 허들 (남자/여자) - 3000m 장애물경주 (남자/여자) 이어달리기 - 4 x 100m 이어달리기 (남자/여자) - 4 x 200m 이어달리기 (남자/여자) - 4 x 400m 이어달리기 (남자/여자) - 4 x 800m 이어달리기 (남자/여자) - 4 x 1500m 이어달리기 (남자/여자) | - 높이뛰기 (남자/남자 실내/여자) - 멀리뛰기 (남자/여자) - 세단뛰기 (남자/여자) - 장대높이뛰기 (남자 야외/남자 실내/여자 야외/여자 실내) - 포환던지기 (남자/여자) - 원반던지기 (남자/여자) - 해머던지기 (남자/여자) - 창던지기 (남자/여자) - 5종경기 (-/여자) - 7종경기 (남자/여자) - 10종경기 (남자/여자) | - 하프마라톤 - 마라톤 - 10K 달리기 - 20K 달리기 - 50K 달리기 - 100K 달리기 |  |

## 유럽 기록
- 남자 100m
- 남자 200m
- 남자 400m
- 남자 800m
- 남자 1500m

## 대한민국 기록
- 100m 달리기 (남자/여자)
- 200m 달리기 (남자/여자)
- 400m 달리기 (남자/여자)
- 800m 달리기 (남자/여자)
- 1500m 달리기
- 3000m 달리기
- 5000m 달리기
- 10000m 달리기 (남자/여자)
- 하프마라톤 (남자/여자)
- 마라톤 (남자/여자)

## 참고 문헌
- Hymans, Richard; Matrahazi, Imre (2015). “Progression of IAAF World Records” (PDF). International Association of Athletics Federations. 2017년 1월 24일에 확인함.